# Moscow Water Dog

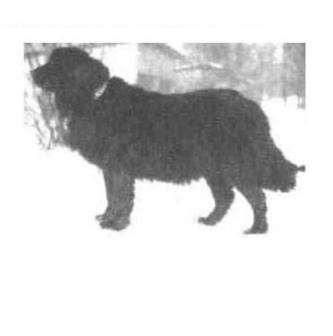
Moscow Water Dog

Il Water Dog Moscow o Subacqueo di Mosca noto anche come Moscow Retriever o Russian Moskovsky Vodolaz o  Russian Newfoundland o Moscow Diver o Moscow River Dog è una razza poco conosciuta e ormai scomparsa, derivata da cani Terranova, dal Pastore del Caucaso e dal Pastore dell'Europa orientale. 
Questa razza ha rappresentato il tentativo fallito di creare una razza da salvataggio in acqua durante il periodo sovietico; alla fine degli anni 80 essa venne considerata estinta, visto lo scarso successo della stessa.
Questa razza ha contribuito allo sviluppo del Black Russian Terrier negli anni 60.
Un vivaio di allevamento statale è stato creato nel 1924 (ordine RVS n. 1089 del 23 agosto 1924) con il compito di condurre esperimenti sull'uso dei cani in ambito militare.
Questo vivaio venne chiamato Scuola centrale di allevamento di cani militari inizialmente: Canile centrale di addestramento e sperimentale, scuola di cani militari e sportivi Krasnaya Zvezda traslitterato dal russo Красная Звезда,
Il Water Dog Moscow è stato creato presso il vivaio di allevamento "Krasnaya Zvezda e i cani sono stati selezionati e provati come Cani da salvataggio in acqua, con modesti risultati per la loro aggressività.